# 聖多明各山脈 (委內瑞拉)
8°34′12″N 70°50′23″W / 8.57000°N 70.83972°W
聖多明各山脈（西班牙語：Sierra de Santo Domingo），是委內瑞拉的山脈，位於該國西部，橫跨巴里納斯州和梅里達州，屬於梅里達山脈的一部分，由內華達山脈國家公園負責管轄，全長120公里，最高點海拔高度4,610米。